# Salon de l'automobile d'Alger
Le Salon automobile d'Alger est un salon automobile organisé annuellement depuis 1997 à Alger. Il est organisé conjointement par l'Association algérienne des Concessionnaires automobiles (AC2A) et la  Société algérienne des Foires et Expositions (Safex).

## Éditions

### 2016
La 19e édition du salon a rassemblé 34 exposants dont 15 concessionnaires.

### 2017
La 20e édition du salon automobile d'Alger est programmée pour le 16 au 25 mars 2017, mais elle a été reportée la fin de l'année,.